# Xizangiana plankton
Xizangiana plankton (лат.) — вид пауков-гнафозид рода Xizangiana (Gnaphosidae). Китай (Тибетский автономный район).

## Этимология
Вид назван в честь Шелдона Планктона, одного из главных персонажей американского мультсериала «Губка Боб Квадратные Штаны», так как скапус и передняя часть эпигины этого нового вида напоминают тело и жгутик Планктона.

## Описание
Длина около 3—4 мм. Карапакс самца тёмно-коричневый, ноги жёлто-коричневые. Брюшко чёрно-серое с 2 большими белыми отметинами переднелатерально, 2 маленькими белыми отметинами медиально, несколькими шевронообразными белыми полосами сзади и двумя продольными чёрными полосами вентрально. Самец похож на X. rigaze (Song, Zhu & Zhang, 2004) по строению пальп, но отличается относительно широким выступом основания эмбола и задним радиксом эмбола, а также наличием дистального эмболарного отростка (против относительно узкого выступа основания эмбола и заднего радикса эмбола, и отсутствия дистального эмболарного отростка у X. rigaze. По строению эпигины самка похожа на X. longlin Liu & Zhang, 2023, но отличается почти удлинённо-алмазной формой атриума, относительно широкими боковыми складками, примерно 4/5 ширины передней складки, и копулятивным протоком, изогнутым внутрь (против почти трапециевидного атриума; относительно узких боковых складок, примерно 1/2 ширины передней складки; и копулятивного протока, изогнутого наружу у X. longlin).